# 程大賓
程大賔（1515年—？），字汝見，號心泉，直隸徽州府歙縣人，民籍，明朝政治人物。

## 生平
嘉靖二十五年丙午科（1546年）應天府鄉試第四十一名舉人。嘉靖三十五年（1556年）中式丙辰科會試第二百八十八名，二甲第八十二名進士。吏部观政，授南京吏部考功司主事，四十一年升稽勋司郎中，嘉靖四十四年升浙江左参议，隆庆元年（1567年）二月升广西按察司副使，二年九月改云南提学副使，五年正月升贵州左参政，万历元年典试贵州，七月升本省按察使。讲明理学，尤多实践，言笑不苟，僚属惮之。

## 家族
曾祖程泰亨；祖父程倫，散官；父程寵，累赠中憲大夫广西副使。母汪氏，累封太恭人。兄大经。